# صلاة الآيات

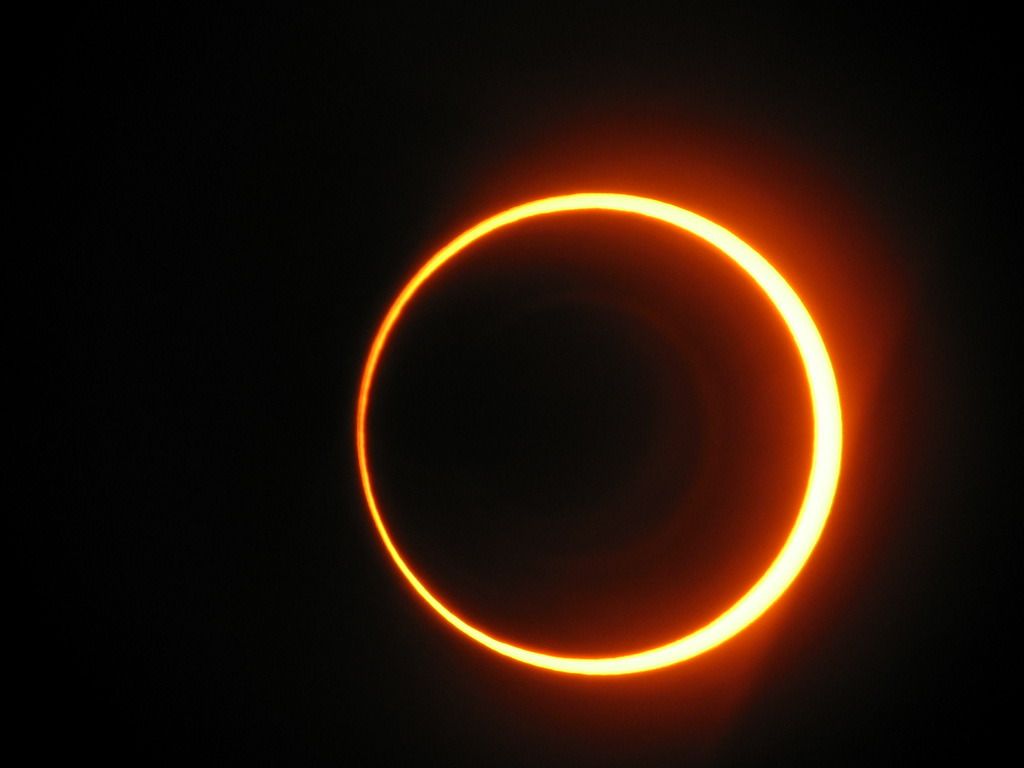
خسوف حلقي

صلاة الآيات هي صلاة واجبة (فرض عين) عند الشيعة، وهي صلاة من ركعتين، تُصلّى عند ظهور بعض الظواهر الكونية كالخسوف والكسوف.

## حكمها
صلاة الآيات عند الشيعة الإمامية واجبة، تجب على كل مكلف، عدا الحائض والنفساء.

## أسبابها
1. كسوف الشمس
2. خسوف القمر
3. الزلزلة
4. كل مخوف سماوي أو أرضي كالريح السوداء أو الصفراء أو الحمراء.

## وقتها
وقتها في الخسوف والكسوف منذ ابتدائهما إلى تمام الانجلاء. أما في غير الخسوف والكسوف ففي ضيق الوقت تجب المبادرة، أما في وسعته فلا تجب.

## كيفيتها
صلاة الآيات هي ركعتان في كلّ ركعة منها خمسة ركوعات.
ولها عدة كيفيات:
الأولى:
ينوي ويكبّر تكبيرة الإحرام، ثمّ يقرأ الفاتحة وسورة تامة(مثل سورة الإخلاص)، ثمّ يركع، ثمّ يرفع رأسه، ثمّ يقرأ الفاتحة وسورة، ثمّ يركع، ثمّ يرفع رأسه ويقرأ الفاتحة وسورة وهكذا حتّى يتمّ خمسة ركوعات على هذا المنوال، وبعد الرفع من الركوع الخامس يأتي بالسجدتين، ثمّ يقوم ويفعل ثانياً كما فعل أوّلاً ثمّ يتشهّد ويسلّم.
الثانية:
بنفس الكيفيّة الأولى إلّا أنّ الفارق في الثانية أن يقرأ بعد تكبيرة الإحرام الفاتحة، ثمّ يقرأ بعدها آية من سورة أو أقل أو أكثر، ثمّ يركع ثمّ يرفع رأسه ويقرأ بعد الفاتحة بعضاً آخر من تلك السورة متّصلاً بما قرأه منها أوّلاً، وهكذا إلى الركوع الخامس حتّى يتمّ السورة، وبعد الركوع الخامس يأتي بالسجدتين، يقوم بعدها إلى الركعة الثانية ويصنع كما صنع في الأولى ثمّ يتشهد ويسلِّم.

## أحكامها
- إذا لم يعلم بحدوث خسوف أو كسوف إلى تمام الانجلاء، وكان الخسوف أو الكسوف جزئي، فلا يجب قضاء الصلاة.
- إذا علم بحدوثه؛ ولكن لم يأتي بالصلاة ولو نسياناً؛ فيجب قضائها.